# 4608 Wodehouse
4608 Wodehouse è un asteroide della fascia principale. Scoperto nel 1988, presenta un'orbita caratterizzata da un semiasse maggiore pari a 2,3614637 UA e da un'eccentricità di 0,2196482, inclinata di 7,45408° rispetto all'eclittica.
Porta il nome dello scrittore inglese P. G. Wodehouse.